# Albertino Carreira Mariano

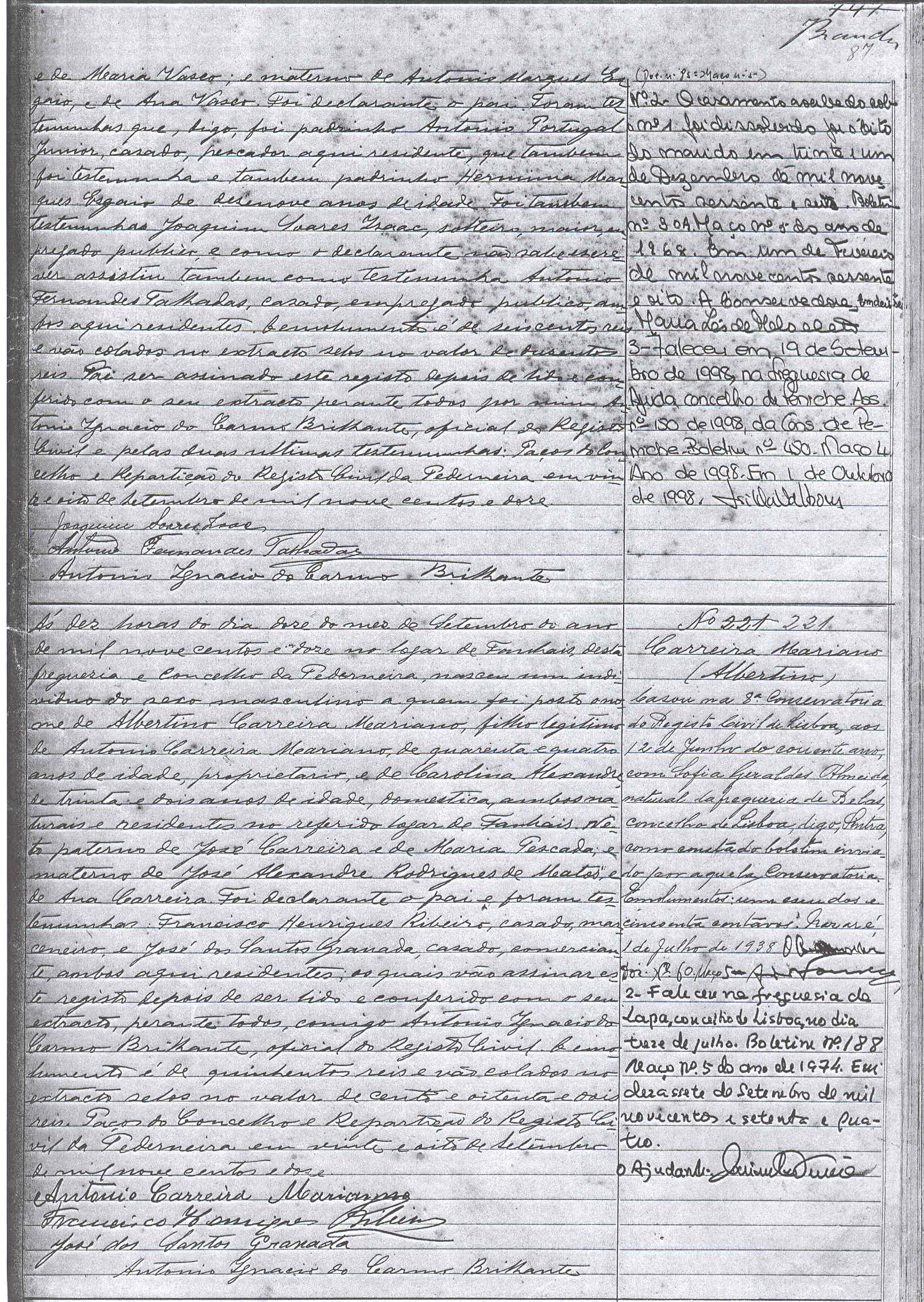
Certidão A. Mariano

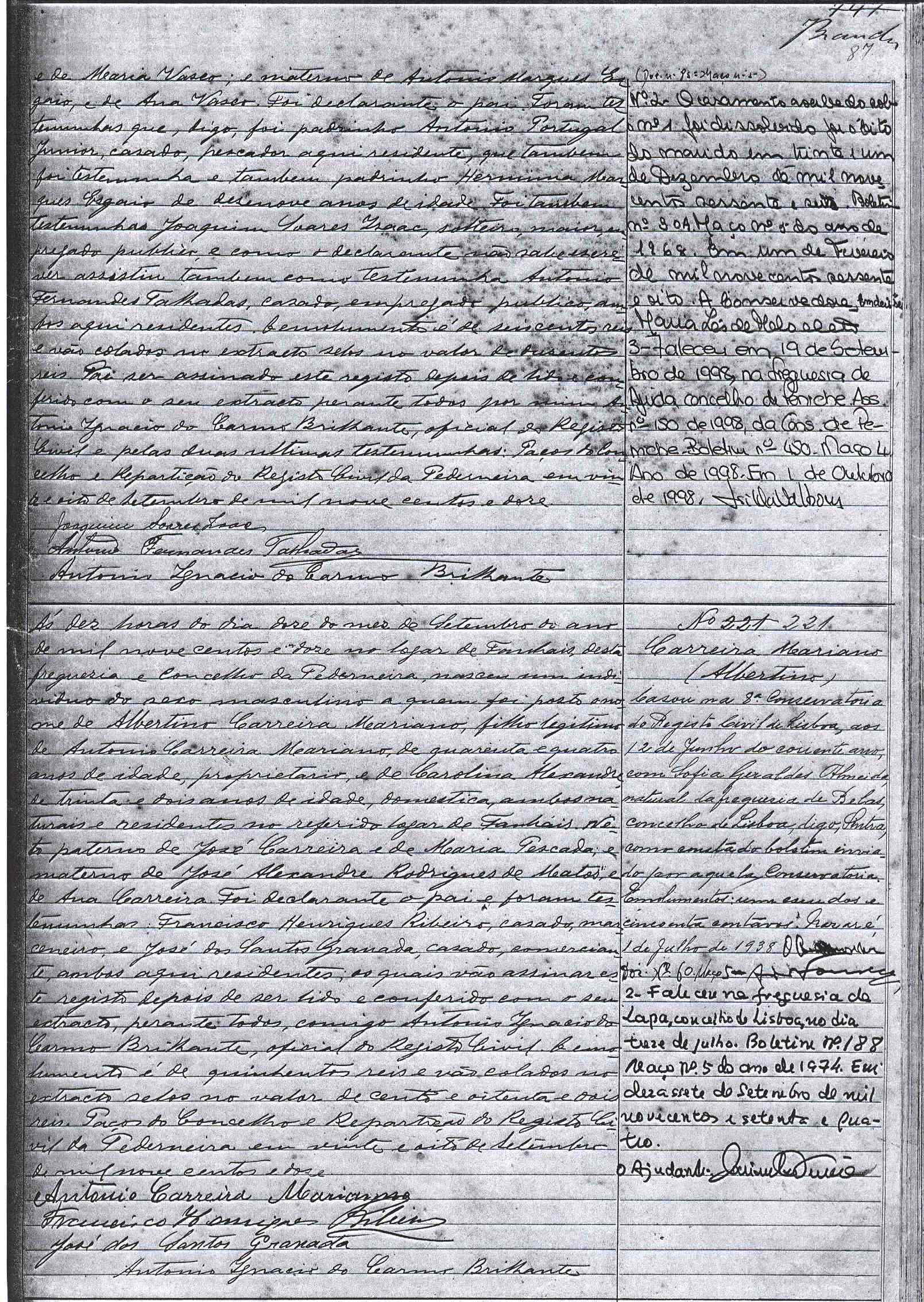
Certidão A. Mariano. 2

Albertino Carreira Mariano (Fanhais, 11 de Setembro de 1912 - Lisboa, 13 de Julho de 1974) foi um militar do Exército Português.
Albertino Carreira Mariano nasceu a 11 de Setembro de 1912 em Fanhais, lugar da freguesia da Pederneira (hoje freguesia da Nazaré), concelho da Nazaré,  sendo filho de António Carreira Mariano e Carolina Alexandre e neto paterno de José Carreira e Maria Pescada e neto materno de José Alexandre Rodrigues de Matos e de Ana Carreira, também moradores em Fanhais.
Faleceu em Lisboa em 13 Julho de 1974 com 61 anos, no posto de Brigadeiro do Exército Português.
Foi a figura mais eminente dessa pequena aldeia do concelho da Nazaré. Em Fanhais existe a “Rua Brigadeiro Mariano” e foi-lhe erigido um monumento na rotunda existente em frente à casa onde nasceu.
António C. Mariano, após uns anos aventureiros em Moçambique que lhe valeram a alcunha do “O Africano”, hoje lembrado na “Rua da Fonte do Africano”, regressou a Fanhais onde viveu da exploração de um moinho de nora e dos rendimentos dos pinhais e terras de amanho. A numerosa família de António C. Mariano conseguiu viver de forma remediada nos duros tempos de miséria que caracterizavam as aldeias portuguesas durante a primeira metade do século XX.
Albertino Carreira Mariano  frequentou o Liceu Nacional de Leiria e o Liceu Gil Vicente em Lisboa. Em 1932 foi admitido na Escola Militar (actual Academia Militar (Portugal) onde terminou o curso em 1934. Terminou a carreira de oficial do exército português no posto de Brigadeiro.
Em 1938, com 25 anos de idade, casou  com Sofia Geraldes Almeida Mariano, não tendo tido filhos.
Albertino Carreira Mariano dedicou à sua aldeia natal, Fanhais, o maior dos empenhos. 
Fanhais era na primeira metade do século XX uma aldeia muito pobre, isolada e esquecida das vilas que a rodeavam de perto, inclusivamente da sua sede de concelho, a Nazaré. 
Albertino C. Mariano usa então os seus conhecimentos pessoais e institucionais para levar melhorias para Fanhais, sendo entre outras de referir:
- apeadeiro onde passam a parar alguns comboios da linha do Oeste
- telefone público
- construção de fontanários públicos
- construção de um edifício para a Escola Primária
- rede eléctrica
- ligação viária à Nazaré
- calcetamento das ruas
- construção do edifício para sede da Liga dos Amigos de Fanhais
- construção do cemitério

Na carreira Militar Albertino Carreira Mariano progrediu sendo promovido a Alferes em Novembro de 1934, a Tenente em Dezembro de 1938, a Capitão em Março de 1944, Major em Julho de 1953, Tenente-Coronel em Dezembro de 1956, Coronel 23 Maio de 1960 e finalmente acedeu ao posto de Brigadeiro em 28 de Julho de 1966.
Na sua carreira militar esteve em Cabo Verde, Angola, Estremoz, Mafra, Figueira da Foz, Leiria, Tomar, Campo Militar de Santa Margarida. 
Foi comandante do Batalhão de Metrelhadoras n.º 2 na Figueira da Foz, da Região Militar sediada em Tomar, do Campo Militar de Santa Margarida.
Em Moçambique foi-lhe confiado o Comando Territorial do Centro na Cidade da Beira, em 1964. Sobre este mandato escreve em 1965 o livro Apontamento Histórico dos Territórios da Área do Comando Territorial do Centro.
Na Revista do Exército, publicada em Janeiro de 2011, Eduardo Zuquete escreve, em sua memória, o artigo intitulado “O Homem de Fanhais”.